# تشونغ يون هوي
تشونغ يون هوي (بالكورية: 정윤회)‏‏ (1955 - ) شخصية أعمال من كوريا الجنوبية.